# Puerto de San Vicente
Puerto de San Vicente és un municipi de la província de Toledo a la comunitat autònoma de Castella-La Manxa. Limita amb Alía a la província de Càceres i Mohedas de la Jara, El Campillo de la Jara i Sevilleja de la Jara a la de Toledo.

## Demografia
| 1996 | 1998 | 1999 | 2000 | 2001 | 2002 | 2003 | 2004 | 2005 | 2006 |
| ---- | ---- | ---- | ---- | ---- | ---- | ---- | ---- | ---- | ---- |
| 292  | 288  | 283  | 277  | 269  | 261  | 284  | 285  | 255  | 248  |

## Administració
| Període      | Nom de l'alcalde/-essa | Partit polític | Data de possessió |
| ------------ | ---------------------- | -------------- | ----------------- |
| 1979 - 1983  | Pedro Aceituno Muñoz   | PCE            | 19/04/1979        |
| 1983 - 1987  | Pedro Aceituno Muñoz   | PCE            | 28/05/1983        |
| 1987 - 1991  | Pedro Aceituno Muñoz   | PSOE           | 30/06/1987        |
| 1991 - 1995  | Pedro Aceituno Muñoz   | PSOE           | 15/06/1991        |
| 1995 - 1999  | Javier González Blanco | PP             | 17/06/1995        |
| 1999 - 2003  | Javier González Blanco | PP             | 03/07/1999        |
| 2003 - 2007  | Javier González Blanco | PP             | 14/06/2003        |
| 2007 - 2011  | Felicidad Oliva Gomez  | PSOE           | 16/06/2007        |
| 2011 - 2015  | n/d                    | n/d            | 11/06/2011        |
| 2015 - 2019  | n/d                    | n/d            | 13/06/2015        |
| 2019 - 2023  | n/d                    | n/d            | 15/06/2019        |
| Des del 2023 | n/d                    | n/d            | 17/06/2023        |